# Colin Morgan (judista)
Colin Morgan (* 13. listopadu 1973 Calgary) je bývalý kanadský zápasník – judista.

## Sportovní kariéra
S judem začínal v 7 letech společně s bratrem Keithem v rodném Calgary v klubu Ishiyama pod vedením Paula Knolla. Vrcholově se připravoval v Montréalu v klubu Shidokan a na japonských univerzitách. V kanadské mužské reprezentaci se pohyboval od roku 1993 v polostřední váze do 78 kg. V roce 1996 startoval na olympijských hrách v Atlantě, kde prohrál v úvodním kole s Gruzínem Sosem Lipartelijanim na ippon zalamovákem ko-soto-gake. Od roku 1997 se v reprezentaci neprosazoval. Věnuje se trenérské práci v domovském klubu Ishiyama v Calgary.

## Výsledky
| Turnaj                  | 1993             | 1994             | 1995             | 1996             |
| Turnaj                  | 20               | 21               | 22               | 23               |
| Turnaj                  | polostřední váha | polostřední váha | polostřední váha | polostřední váha |
| ----------------------- | ---------------- | ---------------- | ---------------- | ---------------- |
| Olympijské hry          |                  |                  |                  | úč.              |
| Mistrovství světa       | úč.              |                  | —                |                  |
| Panamerické hry         |                  |                  | 3.               |                  |
| Panamerické mistrovství |                  | ?                |                  | —                |